# Hung Up
"Hung Up" é uma canção da artista musical estadunidense Madonna, contida em seu décimo álbum de estúdio Confessions on a Dance Floor (2005). Foi composta e produzida pela própria juntamente a Stuart Price, com escrita adicional por Benny Andersson e Björn Ulvaeus. Após o término da turnê Re-Invention Tour em 2004, a cantora decidiu trabalhar com Luc Besson, que havia dirigido o vídeo musical de "Love Profusion" (2003), em um musical que retratasse-a como uma mulher em seu leito de morte recordando sua vida. Para compor as canções que seriam incluídas no projeto, ela trabalhou com Patrick Leonard, Mirwais Ahmadzaï e Stuart Price. Entretanto, Madonna não ficou satisfeita com o roteiro de Besson, e decidiu cancelar o trabalho. Mais tarde, ela decidiu retrabalhar "Hung Up", que foi uma das faixas que seriam incluídas no musical.
Originalmente utilizada em anúncios televisivos e séries, a canção veio a ser distribuída digitalmente pela Warner Bros. Records em 17 de outubro de 2005, através da iTunes Store, sendo a primeira faixa de Madonna a ser comercializada na loja. No dia seguinte, foi enviada para estações de rádio estadunidenses mainstream. Mais tarde, a obra foi disponibilizada nos formatos físico e digital em outros países, servindo como o primeiro single do projeto. Musicalmente, "Hung Up" é um dance-pop influenciado por gêneros musicais como o disco e house. Inicia-se com elementos de um relógio, para sugerir o medo da passagem do tempo. A canção apresenta uma demonstração de "Gimme! Gimme! Gimme! (A Man After Midnight)" do grupo sueco ABBA, para a qual Madonna recebeu autorização dos compositores do grupo, Benny Andersson e Björn Ulvaeus. Liricamente, trata de uma mulher destemida, forte e independente. Fala também sobre como o ouvinte deve agarrar as oportunidades quando elas aparecem.
"Hung Up" recebeu análises geralmente positivas da mídia especializada, a qual prezou a sua composição e a forma como uma canção antiga se encaixava na faixa. Diversos profissionais sentiram que a música reestabeleceria a popularidade da cantora, que havia diminuído após o lançamento de American Life (2003). Obteve êxito internacional, liderando as tabelas musicais de 41 países e garantindo um lugar no livro Guinness World Records]. Nos Estados Unidos, tornou-se o 37º tema de Madonna a conseguir atingir as dez primeiras posições na Billboard Hot 100, empatando-a com Elvis Presley como a artista com o maior número de canções entre as dez primeiras colocações da parada, tendo classificando-se como a obra mais bem sucedida na década de 2000 nas paradas de música dance no país. 
O vídeo musical correspondente foi dirigido por Johan Reck e estreou em 27 de outubro de 2005 através do extinto programa musical Total Request Live. Apresentando uma homenagem aos filmes de John Travolta e à dança em geral, bem como um tema simples de dança, retrata Madonna vestida em um maio cor de rosa e com um penteado aos moldes de Farrah Fawcett, enquanto dança sozinha em um estúdio de balé, e concluiu seus passos em um salão de jogos com seus dançarinos de apoio. Ao longo do vídeo, são intercaladas cenas de pessoas mostrando suas habilidades de dança em locais como um bairro residencial de Los Angeles, um pequeno restaurante e um metrô característico de Londres. Também possui sequências da disciplina física Parkour. Desde seu lançamento, Madonna apresentou "Hung Up" em premiações como os MTV Europe Music Awards de 2005 e os Grammy Awards do ano seguinte. Ela incluiu-a como parte do repertório das turnês The Confessions Tour (2006), Sticky & Sweet Tour (2008-09), The MDNA Tour (2012), Rebel Heart Tour (2016) e The Celebration Tour (2023–24).

## Antecedentes e lançamento
Em 2004, pouco após o término da turnê Re-Invention Tour (2004), Madonna começou a trabalhar com Luc Besson, que já havia dirigido o vídeo musical de seu single anterior "Love Profusion" (2003), em um musical que iria retrata-la como uma mulher em seu leito de morte recordando sua vida. Para compor as canções que iriam ser incluídas no projeto, ela trabalhou com Patrick Leonard, Mirwais Ahmadzaï e Stuart Price, sendo que o último ficou encarregado das canções disco, que iriam soar como o "ABBA com drogas". Entretanto, a cantora não ficou satisfeita com o roteiro escrito por Besson e decidiu cancelar o projeto. Quando começou a trabalhar na composição de Confessions on a Dance Floor (2005), ela decidiu retrabalhar "Hung Up", que seria incluída na peça, e decidiu colocá-la no disco.
"Hung Up" foi inspirada pela era disco dos anos 70, mais notavelmente ABBA, Giorgio Moroder e o filme Saturday Night Fever (1977). Madonna imaginou que a canção fosse uma espécie de "cruzamento" entre a música tocada na boate Danceteria, a qual ela frequentava anteriormente, e a música do grupo ABBA. "Gimme! Gimme! Gimme! (A Man After Midnight)", single lançado em 1979 pelo grupo, formou a base da canção. Seus compositores Benny Andersson e Björn Ulvaeus geralmente não permitiam que nenhum artista usasse suas faixas, com exceção do extinto grupo de hip hop Fugees, que usou parte da melodia da canção "The Name of the Game" para o seu single "Rumble in the Jugle". Para ganhar os direitos de samplear "Gimme! Gimme! Gimme! (A Man After Midnight)", a intérprete teve de enviar seu emissário à Estocolmo, Suécia, com uma carta na qual ela pedia a permissão de utilizar amostras da canção, bem como dizendo o quanto amava a música deles. Para a BBC, ela explicou o seguinte: "Eles nunca deixam ninguém utilizar [como sampler] as músicas deles. Graças a Deus, eles não disseram não [a mim]. [...] Eles tiveram que pensar nisso, Benny e Björn. Eles não disseram 'sim' imediatamente". A dupla concordou em deixar Madonna usar as amostras apenas depois de fazerem um acordo de direitos autorais, no qual eles ganhariam uma porcentagem significativa dos ganhos das vendas e das transmissões radiofônicas subsequentes da faixa. Em uma entrevista ao periódico britânico The Daily Telegraph em outubro de 2005, Andersson declarou que "Gimme! Gimme! Gimme! (A Man After Midnight)" seria a essência de "Hung Up", enquanto brincou que essa era a sua canção favorita da artista. O compositor afirmou:
| “ | Nós tivemos muitas propostas de pessoas que queriam usar nossas faixas, mas nós normalmente dissemos 'não'. Essa é a segunda vez que permitimos. Nós dissemos 'sim' dessa vez porque nós admiramos muito o que Madonna tem feito. Ela tem coragem e está [cantando] há 21 anos. Não é uma coisa ruim. | ” |

A faixa estreou em setembro de 2005 durante um anúncio televisivo para o novo modelo de celular da Motorola, o ROKR, compatível com a iTunes Store. O comercial apresentou Madonna e outros artistas presos em uma cabine telefônica. Em 17 do mês seguinte, a canção estreou durante o programa radiofônico On Air with Ryan Seacrest, no qual a artista concedeu uma entrevista com o radialista e apresentador Ryan Seacrest. Logo após, foi disponibilizada como um tom de chamada em vários serviços móveis. No mesmo dia, foi lançada digitalmente na iTunes Store de países como Brasil, Portugal e Reino Unido. No dia seguinte, "Hung Up" foi enviada para estações de rádios estadunidenses mainstram, e foi distribuída nos formatos de CD single e disco de vinil em países como Alemanha, Canadá e Estados Unidos nos dias seguintes. Em 24 do mesmo mês, foi enviada para estações de rádio estadunidenses adult contemporary. O tema foi adicionado a episódios das séries CSI: Miami e CSI: NY em 7 e 9 de novembro do mesmo ano, respectivamente. Enquanto divulgava Confessions on a Dance Floor, a intérprete tocou "Hung Up" e seu single seguinte "Sorry" na boate Luke & Leroy's, situada em Greenwich Village, onde foi convidada por Junior Sanchez para apresentar-se brevemente como uma DJ, mixando ambas as canções. Sobre a decisão de lançar a faixa na iTunes Store, a cantora disse o seguinte: "Eu sou uma empresária. A indústria musical mudou. Há muitas competições, e o mercado [musical] está saturado de novos lançamentos — e de novos 'esses e aqueles'. Você deve juntar forças a outras marcas e corporações. Você é um idiota se não fizer isso".

## Composição
Musicalmente, "Hung Up" foi visto como uma tentativa de ressuscitar a música dos anos 1970. De acordo com o The New York Times, possuí "certos ganchos vagamente familiares, arranjos de guitarra sobrepostos e uma guitarra acústica envolvendo a faixa, criando um som quase confuso". A revista Billboard descreveu a canção como "espumosa, sem sentido e alegre. Stuart Price e Madonna alteram a familiaridade instantânea da amostra para adicionar um coro poderoso, que aponta ser uma música diferente." Além da amostra do ABBA, a revista Rolling Stone assegurou que "Hung Up" também incorpora outras canções de Madonna, como "Like a Prayer" e "Holiday" e inclui rápidas referências de bandas como SOS e Tom Tom Club. A faixa é ajustada em um compasso de 4/4 e na tonalidade de ré menor, com os vocais de Madonna abrangendo-se entre as notas de sol3 a si ♭4. Tem um ritmo moderado de 120 batidas por minuto. A melodia progride na progressão harmônica de ré–fá–lá menor–ré–ré–fá–lá menor–ré no primeiro verso e, no segundo, muda para si♭–fá–lá menor–ré–si♭–fá–lá menor–ré. Musicalmente, é um dance-pop influenciado por gêneros musicais como o disco e house. Inicia-se com elementos de um relógio, para simbolizar o medo de perder tempo, algo que foi incorporado por Price no remix de "What You Waiting For?", da cantora Gwen Stefani. De acordo com a Slant Magazine, "Hung Up" "faz alusão a alguns dos sucessos anteriores de Madonna, incorporando vocais agudos na música enquanto apresenta uma mudança arquetípica durante a ponte".
Liricamente, "Hung Up" trata de uma mulher destemida, forte e independente. Fala também sobre como você deve agarrar as oportunidades quando elas aparecem, caso contrário, "você vai acordar um dia e será tarde demais". O portal About.com comparou a sua letra a de "I Love New York", outra faixa de Confessions on a Dance Floor, com o estilo das faixas de seu álbum anterior American Life. Eles também opinaram que a faixa é escrita como uma canção dance típica, cuja base são problemas em relacionamentos amorosos. A canção também se refere à imagem duradoura de Madonna como uma mulher forte e independente.

## Crítica profissional
Enquanto analisava Confessions on a Dance Floor, Keith Caulfieldl, da revista Billboard, descreveu a canção como "esponjosa". Da mesma publicação, Chris Tucker disse que "Madonna está de volta com uma música que vai restaurar a fé de seus súditos, seguidores da música pop e da rádio". Da mesma forma, Jon Pareles, do jornal The New York Times, comentou que a artista manteve seu toque pop em "Hung Up", que ele descreveu como "uma canção de amor alegre, mas um tanto triste". Allan Light, editor da Rolling Stone, sentiu que a música soava "adocicada". Por sua vez, David Browne, da Entertainment Weekly, ficou impressionado com a faixa e disse: "'Hung Up' mostra facilmente que [Madonna] pode explorar a adolescente que existe em seu interior". Sal Cinquemani, da Slant Magazine, a comparou com o remix de "What You Waiting For?", de Gwen Stefani. Ed Gonzalez, da mesma publicação, proclamou a obra como o "maior sucesso de sua carreira". Para a editora Margaret Moser, do The Austin Chronicle, a obra "soa e pulsa", juntamente com outra do álbum, "Forbidden Love". Thomas Inskeep, da Stylus Magazine, afirmou que "Hung Up" e o single seguinte, "Sorry", "podem não conter o mesmo elemento urbano de faixas antigas de Madonna como "Physical Attraction" e "Burning Up", mas têm o mesmo modus operandi projetado para dançar à noite". Ben Williams, da revista New York, sentiu que "soa vibrante, mas melancólica".
Christian John Wikane, para o PopMatters, observou "Hung Up" como "uma faixa propulsiva". No mesmo website, Bill Lamb assegurou que "é uma carta de amor para os maiores fãs de Madonna, os meninos da boate que invadem a pista de dança cada vez que ouvem as notas pulsantes de um clássico de Madonna e DJ que não pode parar de tocar seus álbuns. 'Hung Up' leva estes fãs ao êxtase, e também parece boa no rádio". Peter Robinson, jornalista do The Guardian, comentou que é a canção "mais comercial [da artista] desde meados da década de 1980". No entanto, Alexis Petridis, da mesma publicação, escreveu que "a música só poderia ter sido mais exagerada adicionando alguns vocais de fundo inspirados por Liza Minnelli e letras que falam de Larry Grayson". Alan Braidwood, da BBC, descreveu-a como "cheia de dance, obscuridade, disco, [é] divertida, grande", comparando-a com outras músicas da intérprete, como "Vogue", "Deeper and Deeper" e "Ray of Light". Tom Bishop, também da BBC, avalia que ela havia reivindicado sua carreira ou estava "meramente lançando sua última faixa festiva para seus fãs antigos antes de continuar a gravar material mais sedativo". Em uma revisão mais negativa, Jason Shawhan, do About.com, expressou que "Hung Up" tinha "muito do ABBA", mas que "a única razão que eu posso pensar que foi escolhida como o primeiro single foi para [promover] a campanha da Motorola. ['Hung Up'] está longe de ser uma música ruim, tem uma energia e uma boa atmosfera, mas não está perto de ser uma das melhores músicas do álbum".

### Reconhecimento
A Slant Magazine listou "Hung Up" no número 36 de sua lista Best of the Aughts: Singles, dizendo: que a música "usa o relógio tiquetaqueando para representar o medo de perder tempo, mas Madonna não canta sobre idade ou salvar o mundo; está falando sobre amor. Tem sido anos desde que Madge não parecia insípida. Com estes vocais tão acentuados, a amostra cativante de "Gimme! Gimme! Gimme! (A Man After Midnight)", do ABBA, e a mudança arquetípica e sem ironias da chave da ponte, a faixa aponta decididamente para o passado, e provou que depois de 20 anos de carreira, ela é a única e exclusiva rainha da boate".

## Vídeo musical
Originalmente, o vídeo musical para "Hung Up" seria dirigido pelo fotógrafo David LaChapelle. Ele planejou dar um formato de "documentário" ao vídeo, semelhante ao que foi feito no mesmo ano com seu filme Rize, no qual cinco dos bailarinos de "Hung Up" apareceram. LaChapelle e Madonna não entraram em um acordo sobre o conceito, então, o projeto foi transferido para Johan Renck, que já havia trabalhado com a cantora para o vídeo musical de "Nothing Really Matters" (1999). De acordo com a MTV News, Renck estava dirigindo a modelo Kate Moss em um comercial para a H&M, quando recebeu um telefonema de Madonna. No dia seguinte, ele viajou para Los Angeles para se encontrar com o estilista e coreógrafo dela, que lhe deram algumas ideias para o projeto. Ele disse: "Eu gostei que não tivemos tempo o suficiente de pensar no conceito e sermos muito inteligentes [...] Eu gosto de estar perto do limite e não saber o que estamos fazendo ou o porquê. Apenas lidar com isso, sabe?".
Madonna decidiu usar alguns dos dançarinos de sua turnê anterior, como Daniel "Cloud" Campos, e Miss Prissy, membros do elenco de Rize e Sebastien Foucan, praticante de Parkour, um esporte filosófico francês que envolve a transferência sem interrupção, ou sob, através ou em torno de objetos. Renck disse, "não é sobre música, mas sobre a linguagem do corpo, [...] queria mostrar todos os aspectos [de dança de rua], ou krumping, breakdance, jazz, ou disco". Embora não tendo o gravado em vários lugares do mundo, Madonna queria que o vídeo tivesse uma "sensação de onipresença", enquanto a que seção final gerasse um sentimento de congregação. Renck sugeriu a inclusão de um boombox, usado como um símbolo da unidade entre tudo e todos, pois estes aparelhos foram iniciados pela dança de rua. Apesar de que algumas das cenas sugerem se passar em cidades como Londres, Paris, Nova Iorque, Los Angeles, Xangai e Tóquio, na verdade, tais cenas foram gravadas em Los Angeles e Londres. Um subúrbio de Londres foi arranjado para se assemelhar a um de Paris, onde foi executado o Parkour, enquanto que um restaurante no bairro chinês de Londres foi usado para simular Xangai. As cenas dos bailarinos foram filmados no início de outubro de 2005, em menos de um dia, enquanto o vídeo foi gravado em seis dias.

Quatro das sequências iniciais do vídeo de "Hung Up", na qual Madonna é vista fazendo exercícios de aquecimento em um estúdio de balé.

Madonna explicou que o vídeo era uma homenagem a John Travolta e seus passos de dança em geral. A coreografia foi inspirada por alguns filmes do ator, como Saturday Night Fever (1977), Grease (1978) e Perfect (1985). Madonna havia fraturado oito ossos em um acidente de equitação, semanas antes das filmagens. Por isso, foram preciso três horas para filmar os movimentos dirigidos pelo coreógrafo Jamie King. Renck declarou: "Ela foi como uma verdadeira guerreira [...] ela havia acabado de cair de um cavalo! [Madonna dizia]: 'Se você fosse um verdadeiro coreógrafo, você saberia que eu não posso levantar meu braço esquerdo superior' - e era, como, uma diferença de 20 centímetros? [...] Mas quando dizia que 'doía para caralho', ela descansava e sentava-se por dois minutos. [Madonna respondia]: 'Eu quebrei minhas costelas, lembre-se! Eu não posso me imaginar dançando bem agora". A artista também estava envolvida, trabalhando como supervisora no processo de edição. Ela queria que a filmagem tivesse um estilo de documentário para deixá-lo com uma forma mais realista. Com relação à realização do vídeo, Renck disse que foi um trabalho muito grande para ser superado, dizendo que era "como se você formasse uma pequena família que floresceu e prosperou ao longo do mês, e simplesmente depois, se cortou, como uma árvore, [...] Você sai com um sentimento de saudade e desejo, algo como 'podemos fazer de novo?, por favor?'".
O vídeo começa com Madonna entrando em um estúdio de balé segurando um boombox. Ela acende as luzes do local e a música começa a tocar. Vestida em um maiô rosa e com um penteado aos moldes de Farrah Fawcett, ela começa a cantar enquanto faz exercícios de aquecimento. Na próxima cena, um grupo de pessoas na rua dança enquanto ouvem a música em um boombox similar. Também são mostradas imagens de praticantes de parkour, enquanto escalam edifícios e saltam de escadas. A música progride, então a intérprete é mostrada dançando ao redor do estúdio, enquanto pessoas abordam um táxi carregando o boombox. Estas cenas são intercaladas com outras pessoas dançando em um restaurante chinês e nas ruas de Paris. Enquanto isso, Madonna termina seus exercícios no estúdio, muda de roupa e sai. Por sua vez, os bailarinos descem do táxi para pegar o metrô, e depois dançam dentro do vagão, enquanto a parte intermediária da música começa. A intérprete aparece ao lado de dançarinos em uma pista de dança carregando o boombox. Quando a melodia principal se reinicia, os bailarinos dela estão dançando um Dance Dance Revolution em uma sala de jogos. O vídeo termina com uma cena de Madonna deitada no chão do estúdio de balé. No MTV Video Music Awards de 2006, a gravação recebeu cinco indicações, incluindo Melhor Vídeo Feminino, Vídeo Dance, Melhor Vídeo de Pop, Melhor Coreografia e Vídeo do Ano, mas perdeu todas.

## Apresentações ao vivo

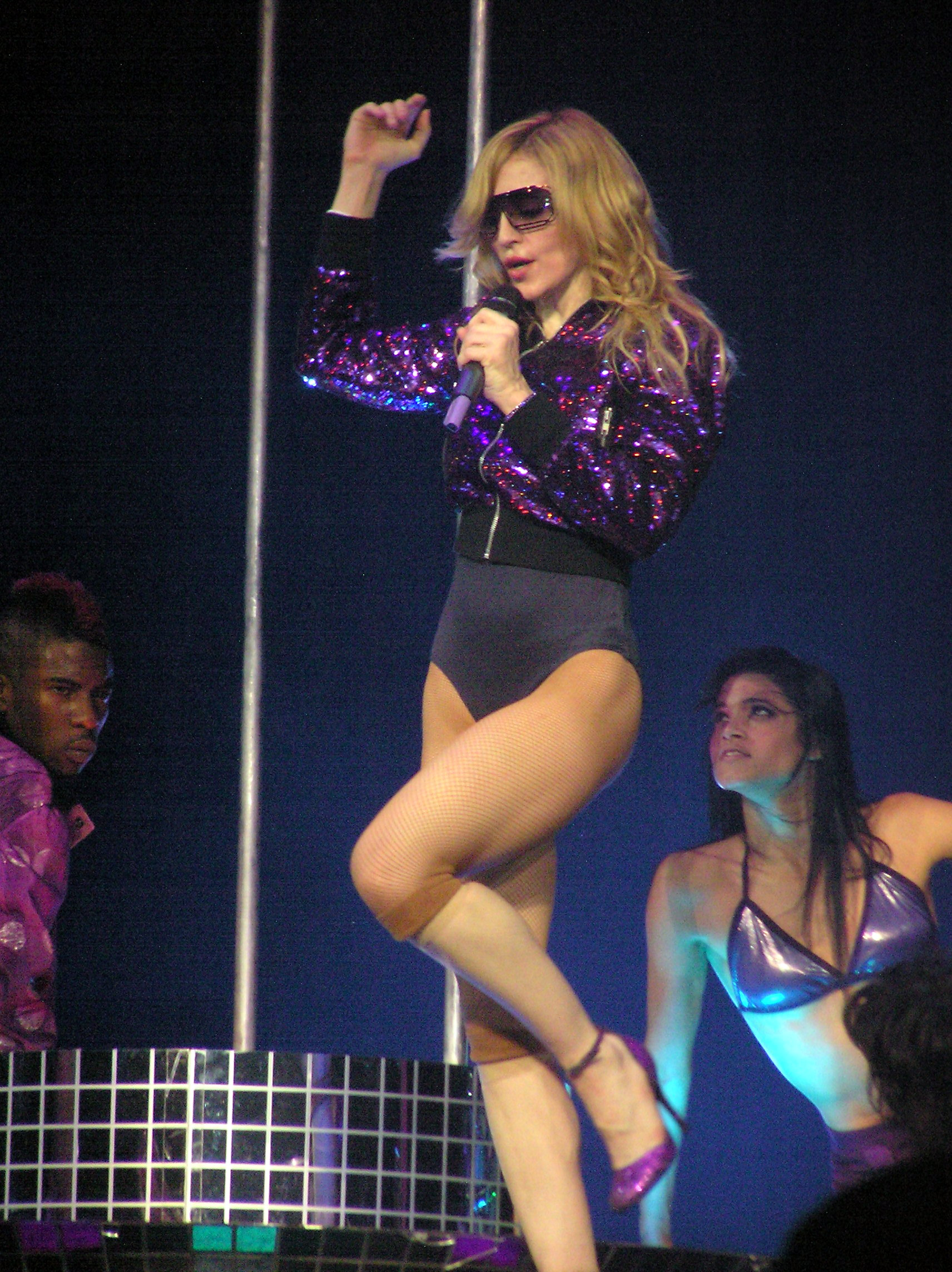
Madonna interpretando "Hung Up" na Confessions Tour.

Madonna apresentou "Hung Up" no festival Coachella, realizado em Indio, Califórnia, e foi também executada no final do concerto Live Earth, ocorrido no Wembley Stadium, em Londres, Reino Unido. Nos dias seguintes, ela interpretou-a em uma série de programas de TV como Wetten, dass..? (Alemanha), Parkinson (Reino Unido) e Star Academy (França), bem como no filantrópico Children in Need (Reino Unido). Em 4 de novembro de 2005, a artista abriu a cerimônia daquele ano dos MTV Europe Music Awards, com uma performance da canção. Começou com ela surgindo de um globo de discoteca vestindo um maiô roxo e botas de couro da mesma cor. Em dezembro, viajou ao Japão, onde tocou "Hung Up" no programa SMAP×SMAP e em seu concerto no Studio Coast. Em 8 de fevereiro de 2006, durante a 48.ª cerimônia dos Grammy Awards, ela apresentou a faixa acompanhada pela banda de animação fictícia Gorillaz. O grupo apareceu diante do público graças a uma técnica tridimensional que projetava seus hologramas no palco, desta forma eles tocaram "Feel Good Inc." junto com o rapper De La Soul como artista convidado. Depois disso, Madonna apareceu no palco e começou a tocar "Hung Up" enquanto trocava de lugar com os hologramas da banda. Mais tarde, seu próprio grupo de dançarinos se juntou a ela e o restante da apresentação aconteceu no palco principal, e não na tela virtual.
Madonna cantou "Hung Up" como parte da Hung Up Promo Tour, uma turnê promocional para promover Confessions on a Dance Floor, em boates de Londres como o Koko Club e G-A-Y. A apresentação foi semelhante as das premiações, com a artista vestindo roupas roxas, calças de veludo e botas de cano alto. Foi escolhida como parte do ato de encerramento da Confessions Tour, o "disco fever"; com isso, consequentemente, foi o último número do concerto. Durante a apresentação, seus dançarinos exibiam movimentos de parkour por todo o palco enquanto o sampler do ABBA tocava. Nesse momento, a artista, que havia trocado sua roupa branca, surgia em um maiô roxo. Conforme a música progredia, ela e seus dançarinos apareciam no centro do palco e ela começava a cantar. Durante o segundo verso, ela deixava seus óculos escuros e jaqueta e seguia em direção à frente do cenário. A melodia principal começava novamente, enquanto centenas de balões caíam no público. Madonna também incentivava a plateia a cantar com ela ao fazer um pequeno concurso para ver qual lado do estádio cantava mais alto. Finalmente, ela cantava a última linha da faixa "estou cansada de esperar por você" enquanto o telão ao fundo mostrava a frase "você tem se confessado?. O The New York Times comparou esta apresentação com as de Ethel Merman, Um editor da Slant Magazine comentou que o número lembra a capacidade de Madonna para encapsular o público como parte de sua apresentação. A performance foi incluída no álbum audiovisual The Confessions Tour (2007).

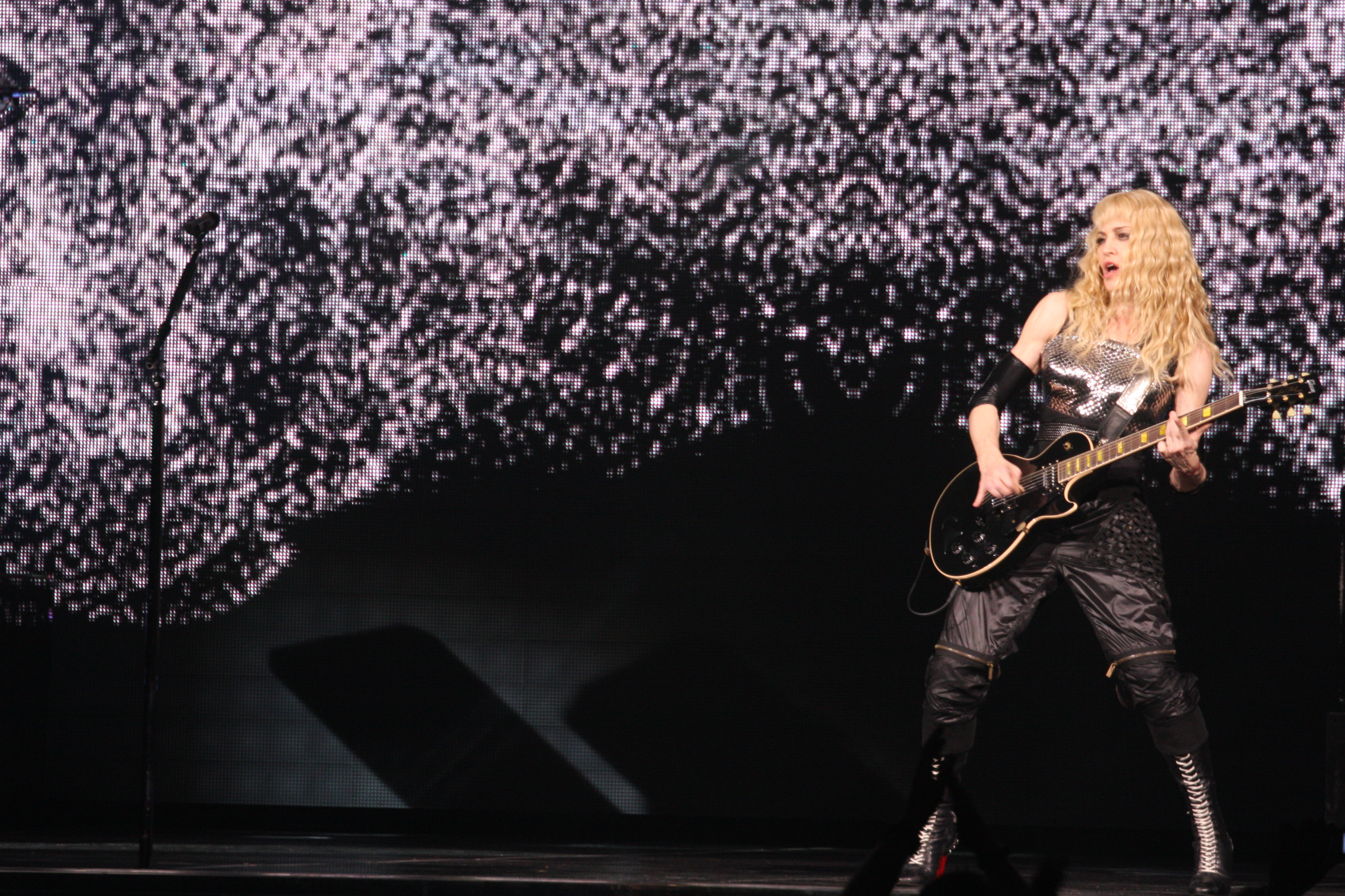
Na Sticky & Sweet Tour (2008-09), durante a performance de "Hung Up", Madonna tocava guitarra elétrica.

"Hung Up" também foi adicionada ao repertório da Hard Candy Promo Tour em 2008. Madonna usava um vestido preto brilhante com calças Adidas e botas de salto alto. Foi o quarto ato do repertório, e foi remixada com um estilo heavy metal para a ocasião. Depois que ela terminava de executar "4 Minutes", pegava sua guitarra e tocava os primeiros acordes de "(I Can't Get No) Satisfaction" dos Rolling Stones. Então, perguntava à plateia se eles achavam que tinha ido a um concerto da banda. Quando respondiam que não, ela tocava "Hung Up", dedicando à todos aqueles que esperaram por horas na fila por um ingresso para o concerto deles. Mais tarde, ela dizia que o barulho e as notas do som da guitarra simbolizava o que passava nos cérebros daqueles que esperavam na fila. Nesse mesmo ano, durante a Sticky & Sweet Tour, a música era parte do último segmento do concerto. Madonna usava uma roupa de estilo robótico futurista, criado por Heatherette, com placas de metal no ombro e uma peruca de cabelos longos e encaracolados. No início, era tocada uma versão heavy metal da obra, que mais tarde dava lugar à original. Antes disso, ela cantava uma versão a cappella de um dos seus antigos sucessos escolhidos por alguém na plateia, na maioria das vezes "Express Yourself" e "Like a Virgin", e, em seguida, fazia ruídos com a guitarra. No entanto, em alguns concertos nos Estados Unidos, a cantora usou esses sons para opinar sobre Sarah Palin, a candidata republicana à vice-presidência do país. Ela dizia: "Eu gostaria de expressar o que penso de Sarah Palin agora mesmo. [ruídos de guitarra] Este é o som de Sarah Palin pensando. [...] Sarah Palin não pode vir à minha festa. Sarah Palin não pode vir ao meu concerto. Mas não é nada pessoal". A interpretação terminava com Madonna simulando fumar cigarro e gritando desafinadamente ao microfone, dando lugar à música "Give It 2 Me", o número final do show. A apresentação de "Hung Up" foi incluída no audiovisual da turnê, de nome homônimo, e incorporou elementos de "4 Minutes" e "A New Level" da banda Pantera. Na fase de 2009 da digressão, a canção foi substituída por "Frozen".

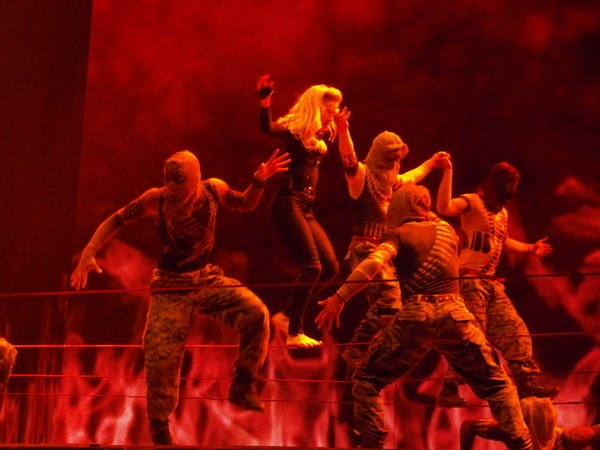
Durante a MDNA Tour (2012), Madonna apresentava "Hung Up" enquanto praticava slackline.

Madonna também adicionou "Hung Up" ao repertório da The MDNA Tour em 2012, como parte do segmento Transgression. Vestidos com uma roupa preta justa com um amplo decote, luvas da mesma cor e botas de salto, Madonna e seus dançarinos a executavam enquanto ao mesmo tempo praticavam slackline no meio do palco. A música foi remixada para enfatizar os elementos percussivos, deixando a amostra do ABBA apenas para o último verso e com alguns elementos de "Girl Gone Wild". Depois de descer da corda, ela pega sua guitarra e começa a tocar "I Don't Give A". Esta apresentação recebeu críticas geralmente mistas, Jon Pareles do The New York Times acreditava que mudar a composição da música a tornava "ameaçadora e obsessiva" e, ao mesmo tempo, "uma memória de inocência distante". Jim Farber, analista do Daily News, opinou que a introdução do slackline deu a toda a turnê "algum impulso necessário". Sal Cinquemani, da Slant Magazine, foi negativo em sua análise da performance, pois sentiu que estava fora do lugar no segmento do show, e a comparou negativamente à que foi apresentada na Sticky & Sweet Tour, concluindo que a música "nunca deveria ser tocada de nenhuma outra forma que não fosse sua versão original".  A interpretação da faixa nos shows de 19 a 20 de novembro de 2012 em Miami, na American Airlines Arena, foram gravadas e incluídas no quarto álbum ao vivo de Madonna, MDNA World Tour.
Em 13 de abril de 2015, a artista fez uma aparição surpresa no Festival Coachella e apresentou um medley de sua música "Human Nature" (1994) e "Hung Up" durante o show de Drake, ostentando botas de cano alto e uma regata que dizia "Grande como Madonna". Ela então o beijou, cuja expressão de surpresa dele se tornou viral na Internet. O rapper então revelou que realmente gostou do beijo, postando uma foto do momento em sua conta do Instagram que dizia: "Não interprete mal meu choque!! Eu consegui ficar com a rainha Madonna e me sinto 100% realizado com isso para sempre". A cantora também apresentou uma versão a cappella da música na digressão Rebel Heart Tour, apenas durante a passagem por Hong Kong, em 17 de fevereiro de 2016. Em 24 de junho de 2021, ela a interpretou durante uma aparição surpresa na parada LGBT, de Nova Iorque; ela usava um top de malha transparente, shorts de couro, um espartilho vintage de Jean Paul Gaultier, uma peruca azul e longas luvas rosas sem dedos. Em junho de 2022, para acompanhar o lançamento do álbum de remixes, Finally Enough Love: 50 Number Ones, Madonna se apresentou na Women of the World Party na cidade de Nova Iorque. Ela cantou um remix de "Hung Up", compartilhando um beijo com Tokischa, de forma semelhante ao que deu em Britney Spears e Christina Aguilera no palco dos MTV Video Music Awards de 2003. Durante a The Celebration Tour (2023–24), um mashup da canção e seu remix "Hung Up on Tokischa", foram executados pela artista em meio a dançarinos de topless; Tokischa fez uma aparição em vídeo.

## Faixas e formatos
A versão digital de "Hung Up" lançada na iTunes Store, contém quatro faixas, a primeira com duração de quatro minutos e cinquenta e sete segundos, a segunda com quatro minutos e quinze segundos, a terceira com quatro minutos e cinquenta e nove segundos e a quarta com cinco minutos.
| Download digital |                                                   |         |  |
| N.º              | Título                                            | Duração |  |
| 1.               | "Hung Up" (SDP Extended Vocal) (Edit)             | 4:57    |  |
| 2.               | "Hung Up" (Tracy Young's Get Up And Dance Groove) | 4:15    |  |
| 3.               | "Hung Up" (Bill Hamel Remix) (Edit)               | 4:59    |  |
| 4.               | "Hung Up" (Chus & Ceballos Remix) (Edit)          | 5:00    |  |

| Vinil de 12" americano |                                                   |         |  |
| N.º                    | Título                                            | Duração |  |
| 1.                     | "Hung Up" (Versão do álbum)                       | 5:38    |  |
| 2.                     | "Hung Up" (SDP Extended Vocal)                    | 7:57    |  |
| 3.                     | "Hung Up" (Bill Hamel Remix)                      | 6:58    |  |
| 4.                     | "Hung Up" (SDP Extended Dub)                      | 7:57    |  |
| 5.                     | "Hung Up" (Chus & Ceballos Remix)                 | 10:21   |  |
| 6.                     | "Hung Up" (Tracy Young's Get Up And Dance Groove) | 9:03    |  |

| CD single americano e inglês |                                                        |         |  |
| N.º                          | Título                                                 | Duração |  |
| 1.                           | "Hung Up" (Euro Radio Version with Vocal fade-out)     | 3:23    |  |
| 2.                           | "Hung Up" (Tracy Young's Get Up And Dance Groove Edit) | 4:16    |  |
| 3.                           | "Hung Up" (SDP Extended Vocal)                         | 7:57    |  |

| Vinil de 12" inglês |                                                        |         |  |
| N.º                 | Título                                                 | Duração |  |
| 1.                  | "Hung Up" (Versão do álbum)                            | 5:38    |  |
| 2.                  | "Hung Up" (SDP Extended Dub)                           | 7:57    |  |
| 3.                  | "Hung Up" (SDP Extended Vocal)                         | 7:57    |  |
| 4.                  | "Hung Up" (Tracy Young's Get Up And Dance Groove Edit) | 4:51    |  |

| Maxi-single americano, canadense e europeu |                                                        |         |  |
| N.º                                        | Título                                                 | Duração |  |
| 1.                                         | "Hung Up" (Versão das rádios americanas)               | 3:23    |  |
| 2.                                         | "Hung Up" (SDP Extended Vocal)                         | 7:57    |  |
| 3.                                         | "Hung Up" (Tracy Young's Get Up and Dance Groove Edit) | 4:15    |  |
| 4.                                         | "Hung Up" (Bill Hamel Remix)                           | 6:58    |  |
| 5.                                         | "Hung Up" (Chus & Ceballos Remix)                      | 10:21   |  |
| 6.                                         | "Hung Up" (SDP Extended Dub)                           | 7:57    |  |

| CD single australiano, francês e japonês |                                                        |         |  |
| N.º                                      | Título                                                 | Duração |  |
| 1.                                       | "Hung Up" (Versão de rádio)                            | 3:23    |  |
| 2.                                       | "Hung Up" (Tracy Young's Get Up and Dance Groove Edit) | 4:15    |  |
| 3.                                       | "Hung Up" (SDP Extended Vocal)                         | 7:57    |  |

## Créditos
- Composição e produção - Madonna, Stuart Price
- Composição da amostra – Benny Andersson, Björn Ulvaeus
- Design – Giovanni Bianco
- Digitalização – Lorenzo Irico (Pixelway, Nova Iorque)
- Gerência – Angela Becker, Guy Oseary
- Fotografia – Steven Klein
- Cabelo e maquiagem – Andy LeCompte

Créditos adaptados do encarte de Confessions on a Dance Floor.

## Desempenho comercial
"Hung Up" alcançou o primeiro lugar das paradas musicais de 41 países, o que lhe valeu um lugar na edição de 2007 do Livro Guinness dos Recordes, como a canção que liderou em um maior número de países até então. É também um dos singles mais vendidos de todos os tempos. Nos Estados Unidos, estreou na vigésima posição da tabela Billboard Hot 100, na edição de 5 de novembro de 2005. Tornou-se a colocação mais alta para uma estreia de um single de Madonna desde "Ray of Light" (1998), que estreou em 15.º lugar. Na mesma semana, entrou na Hot Digital Songs no número seis, além de fazer a maior estreia da semana na Pop 100 Airplay, onde debutou no número 38. Em 7 de dezembro de 2005, a faixa alcançou a 7.ª posição da Billboard Hot 100 — a mais alta que atingiu na lista —, depois de subir sete lugares em relação a semana anterior. Obteve o maior número de download digitais em uma semana, subindo ao topo da Hot Digital Songs. Com "Hung Up", Madonna empatou com Elvis Presley como os únicos artistas até então a ter mais singles nas dez primeiras posições da Billboard Hot 100 (36 no total). Embora, anos mais tarde, ela tenha superado o recorde dele quando "4 Minutes" chegou até o 3.º lugar. "Hung Up" estreou nas posições 25 e 10 da Hot Dance Club Play e Hot Dance Airplay, respectivamente; eventualmente, alcançou o topo de ambas às paradas. Foi nomeada a música dance de maior sucesso da década de 2000 nos Estados Unidos, alcançando o número um entre as mais bem sucedidas do período na Dance/Club Play Songs. Chegou até a sétima posição na Pop 100. Recebeu um certificado de platina emitido pela Recording Industry Association of America, por ter vendido mais de um milhão de unidades no país. Até abril de 2010, mais de 1 milhão e 200 mil downloads digitais da obra já haviam sido realizados por lá.
Na Austrália, "Hung Up" estreou no topo da parada da Australian Recording Industry Association (ARIA), em 14 de novembro de 2005. Com isso, Madonna igualou-se a Kylie Minogue como a artista feminina solo com mais singles em número um na nação. Permaneceu no gráfico por 20 semanas, e foi certificado com platina pela ARIA, por ter vendido pouco mais de 70 mil cópias. De forma igual, também liderou a canadense Canadian Hot 100 e foi certificado quatro vezes platina pela Canadian Recording Industry Association, por distribuir o equivalente a 320 mil cópias. Na França estreou no número 6 e, na semana seguinte, subiu para cume. Na Irlanda, debutou na segunda posição, sendo a maior estreia da semana. Na Nova Zelândia, estreou no número treze em 14 de novembro de 2005. Na semana seguinte, subiu para dois, o maior salto da semana, mas foi barrado do cume por "Gold Digger", de Kanye West. Em terras britânicas, a composição estreou no ápice da UK Singles Chart, em 13 de novembro de 2005, dando à Madonna seu décimo primeiro single nesse posto. Permaneceu na parada por 29 semanas. De acordo com a Official Charts Company, a obra já vendeu mais de 560 mil cópias no Reino Unido. Foi lider em várias outras nações europeias, incluindo a Alemanha, Áustria, Bélgica (Flandres e Valônia), Dinamarca, Espanha, Finlândia, Itália, Países Baixos, Noruega, Suécia e Suíça. Devido ao seu sucesso em todo continente, liderou a European Hot 100 Singles. Isso depois de ter saltado do número 70 para o 1 em 21 de novembro de 2005.